# ماس‌ویل، نیو ساوت ولز
ماس‌ویل (به انگلیسی: Moss Vale) یک شهرک در استرالیا است که در Wingecarribee Shire واقع شده‌است.